# 舒格洛夫 (科羅拉多州)
舒格洛夫（英語：Sugarloaf）是位於美國科羅拉多州圓石縣的一個人口普查指定地區。

## 地理
舒格洛夫的座標為40°01′01″N 105°24′26″W / 40.01694°N 105.40722°W，而該地最高點為海拔高度2390米（即7842英尺）。

## 人口
根據2010年美國人口普查的數據，舒格洛夫的面積為5.6平方千米，均為陸地。當地共有人口261人，而人口密度為每平方千米46人。